# PlanetSide 2
PlanetSide 2 is een MMO-first-person shooter (MMOFPS), gepubliceerd door Sony Online Entertainment en uitgebracht voor de pc op 20 november 2012. Het is de opvolger van het spel PlanetSide, dat uitkwam in 2003. Net als in PlanetSide, vechten in PlanetSide 2 drie facties om de controle over de fictieve planeet Auraxis.

## Gameplay
Planetside 2 richt zich volledig op de online multiplayer en kent dan ook geen singleplayer. De speler moet in PlanetSide 2 kiezen tussen een van de drie rijken (facties) die tegen elkaar strijden om de heerschappij over de fictieve planeet Auraxis. Omdat alle spelers slechts verdeeld zijn over twee of drie zeer grote maps (continenten), nemen er zeer veel spelers (honderden) aan hetzelfde gevecht deel. Daarbij beschikken de spelers over allerlei voertuigen, zoals tanks, vliegtuigen en pantserinfanterievoertuigen waarin meerdere spelers tegelijkertijd plaats kunnen nemen voor een snelle verplaatsing van troepen. Deze grootschalige oorlogsvoering is sterk gericht op samenwerkingsverbanden tussen spelers, want individueel kunnen ze relatief weinig beginnen tegen een grote tegenpartij. De speler kan deel uitmaken van een eenheid (squad) om als groep bepaalde doelen aan te vallen of juist te verdedigen. Het spel kent geen 'rondes' zoals gebruikelijk in veel shooters: het gevecht gaat altijd door. Er is wel een dag-nachtcyclus in het spel ingebouwd.
Squads en Platoons
Squads zijn groepen van maximaal 12 spelers met een leider die bepaalt wat de squadleden (zouden) moeten doen.
Een Platoon is een groep van maximaal 48 spelers, en bestaat uit maximaal vier squads. Squadleiders hebben in een platoon minder macht, omdat er een platoonleider is die bepaalt wat er moet gebeuren.

## Facties en Klassen
De drie facties hebben verschillende strategieën, sterktes en zwaktes. Toch zijn ze allemaal ongeveer even sterk.
Terran Republic (TR)
Een autoritaire factie die militair geweld gebruikt om strikte controle over de soldaten te handhaven. De kleuren die ze dragen zijn rood en zwart. Ze beschikken over de snelste voertuigen. Ze beschikken ook over de snelst vurende wapens, maar met een lage schade per kogel.
New Conglomerate (NC)
Een factie bestaande uit losjes georganiseerde vrijheidsstrijders. Ze zijn fel gekant tegen de Terran Republic. De kleuren die ze dragen zijn (goud)geel en blauw. Hun voertuigen zijn het best bepantserd. Hun wapens hebben een lage vuursnelheid, maar een hoge schade per kogel.
Vanu Sovereignty (VS)
De VS is ervan overtuigd dat de mensheid alleen door het gebruik van geavanceerde technieken kan overleven. Hun kleuren zijn donkerpaars en cyaan. De VS maakt gebruik van sci-fi-achtige plasmawapens, en hun eigen tank zweeft boven de grond.

### Klassen
Een overeenkomst van de drie facties in PlanetSide 2, is dat ze allemaal dezelfde klassen hebben. Er zijn zes unieke klassen, met hun eigen wapens en speciale mogelijkheden. Bij het verdienen van in-game certificatiepunten, kunnen er betere wapens gekocht worden.
- Infiltrator: De infiltrator is een sluipschuttersklasse die de mogelijkheid heeft om voor korte tijd onzichtbaar te worden.
- Light assault: Een Light assault heeft een jetpack om zijn rug en kan hierdoor snel verplaatsen en op moeilijk bereikbare plekken komen.
- Combat medic: Een medic beschikt over de mogelijkheid om zichzelf en anderen te genezen.
- engineer: Een engineer kan voertuigen en robots van de Max-klasse repareren. Ook kunnen ze op strategische plekken een zwaar machinegeweer (turret) plaatsen die effectief is tegen infanterie en voertuigen.
- Heavy assault: Een Heavy assault beschikt over machinegeweren en een raketwerper om voertuigen uit te schakelen. Tevens beschikken ze over extra veel bepantsering.
- Max: Een max is een zwaar bepantserd gemechaniseerd exoskelet die beschikt over de sterkste wapens. De max loopt langzaam en kan niet in de meeste voertuigen zitten.

## Recources
Nanites
Nanites zijn recources die gebruikt kunnen worden voor het maken van voertuigen, de Max-klasse en utilities
Certificaties
Certificaties kunnen worden gebruikt om dingen te kopen(wapens,upgrades etc.)

## Continenten
In de oorspronkelijke PlanetSide waren er tien continenten op Auraxis. In PlanetSide 2 werd dit aantal teruggebracht tot vijf:
- Indar: Dit continent wordt gekenmerkt door grote woestijnen, ravijnen en bergen.
- Esamir: Een bevroren continent dat voor het grootste gedeelte bestaat uit bevroren rivieren en uitgestrekte sneeuwvlaktes.
- Amerish: Continent met hoge bergen, groene valleien en stukken bos.
- Hossin: Continent met moerassen en jungle.
- Koltyr: Een klein oefencontinent voor spelers met battlerank 15 of lager. Een plek waar nieuwkomers de game kunnen leren kennen. Het continent is vergelijkbaar met Amerish.

## Ontvangst
| Recensiescore       | Recensiescore |
| Recensieverzamelaar | Score         |
| ------------------- | ------------- |
| Metacritic          | 84/100        |
| Publicist           | Score         |
| Eurogamer           | 9/10          |
| GameSpot            | 8.5/10        |
| GameSpy             | 9/10          |
| GamesRadar+         | 9/10          |
| IGN                 | 9/10          |

PlanetSide 2 werd overwegend positief beoordeeld. De website Metacritic gaf het spel op basis van 42 beoordelingen een gemiddelde score van 84 uit 100. Daarnaast won PlanetSide 2 meerdere prijzen. Zo won de game tijdens E3-beurs in 2012 in totaal zestien prijzen, waaronder voor beste MMO-game 2012 en beste pc-game 2012 van IGN.